# Memmelshoffen
Memmelshoffen (deutsch: Memmelshofen) ist eine französische Gemeinde mit 324 Einwohnern (Stand 1. Januar 2021) im Département Bas-Rhin in der Region Grand Est (bis 2015 Elsass). Memmelshoffen hat einen Anteil am Biosphärenreservat Pfälzerwald-Vosges du Nord.

## Bevölkerungsentwicklung
| 1792 | 1851 | 1905 | 1962 | 1968 | 1975 | 1982 | 1990 | 1999 | 2006 | 2017 |
| ---- | ---- | ---- | ---- | ---- | ---- | ---- | ---- | ---- | ---- | ---- |
| 308  | 389  | 311  | 300  | 300  | 279  | 273  | 263  | 317  | 322  | 332  |

- Le Patrimoine des Communes du Bas-Rhin. Flohic Editions, Band 2, Charenton-le-Pont 1999, ISBN 2-84234-055-8, S. 1279.